# كيندوم هارتس: ميلودي أف ميموري
كيندوم هارتس: ميلودي أف ميموري (بالإنجليزية: Kingdom Hearts: Melody of Memory)‏ هي لعبة فيديو يابانية من نوع رقصات، من تطوير سكوير إنكس وإنديسزيرو، صدرت اللعبة بتاريخ 11 ديسمبر 2020، وتعمل على منصتي بلاي ستيشن 4 ونينتندو سويتش، حيث تدعم اللعبة اللغة العربية.